# Smart (autómárka)
A Smart egy német autómárka, amelyet 1994-ben alapítottak és amelyet 1998 óta a Mercedes-Benz gyárt. Az első Smart 1998. szeptember 13-án került le a Mercedes gyártószalagjáról. A Smart Automobile Co., Ltd. a Mercedes-Benz AG és a kínai Geely Holding Group által 2019-ben jött létre vegyesvállalatként. A vállalkozás székhelye Ningboban található.

## Története
- 1998

Smart bemutatása. Kétajtós, zárt karosszéria, Pure és Pulse kivitel. Benzines turbómotorok: 0.6/45 vagy 54 LE. Hatfokozatú, kuplung nélküli szekvenciális váltó.
- 1999

Gazdagabb felszereltség. Passion kivitel. Soft-touch automataváltó. Módosított, kényelmesebb futómű, Trust Plus menetstabilizáló program. Közös-nyomócsöves dízel: 0.8/41 LE
- 2000

Vászontetős Cabrio bevezetése.
- 2002

Modellfrissítés, benzinmotor 50 és 61 Lóerővel.
- 2003

Modellfrissítés, új elnevezés: City Coupe és Cabrio. 0,7-es benzinmotor 50, 61 vagy 75 Lóerővel. Brabus tuning.
- 2007

Modellváltás, új Forfour

## Modellek

### Fontosabb népszerű modellek
| Évjárat                                | Modellek                                                                                            | Kép |
| 1998–2000                              | smart városi-kupé (C450) és városi kabrió (A450)                                                    |     |
| 2002                                   | smart Crossblade                                                                                    |     |
| 2001–2007                              | smart városi-kupé (C450) és városi-kabrió (A450)                                                    |     |
| 2001–2004                              | smart K (csak Japán)                                                                                |     |
| 2003–2005                              | smart roadster coupe (R452) smart roadster cabrio (C452)                                            |     |
| 2004–2006                              | smart forfour (W452)                                                                                |     |
| 2007 – 2015                            | smart fortwo (C451) smart fortwo cabrio (A451)                                                      |     |
| 2008 – 2016 (2008-2011-es modellek is) | smart fortwo electric drive (formerly known as EV) (C453) smart fortwo cabrio electric drive (A453) |     |

### Jelenlegi modellek
| Évjárat           | Modellek                                                       | Kép |
| 2014 – napjainkig | smart fortwo (C453) smart fortwo cabrio (A453)                 |     |
| 2014 – napjainkig | smart forfour (W453)                                           |     |
| 2017 – napjainkig | smart fortwo electric drive smart fortwo cabrio electric drive |     |

## Magyarországi jelenléte
A modelleket a szegedi, a budapesti és a miskolci Mercedes-Benz márkakereskedésekben árulják.

## Képgaléria

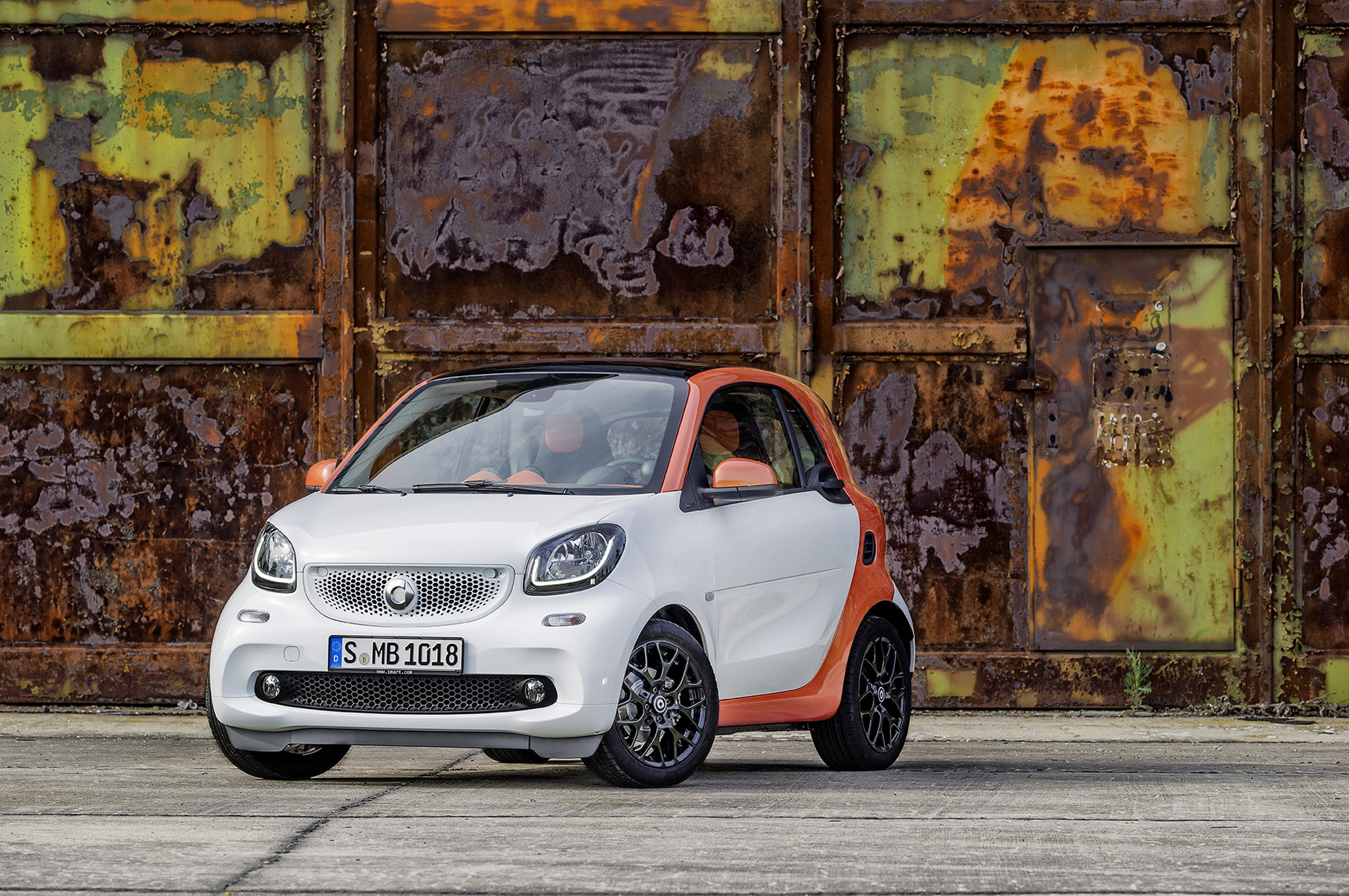
Smart Fortwo
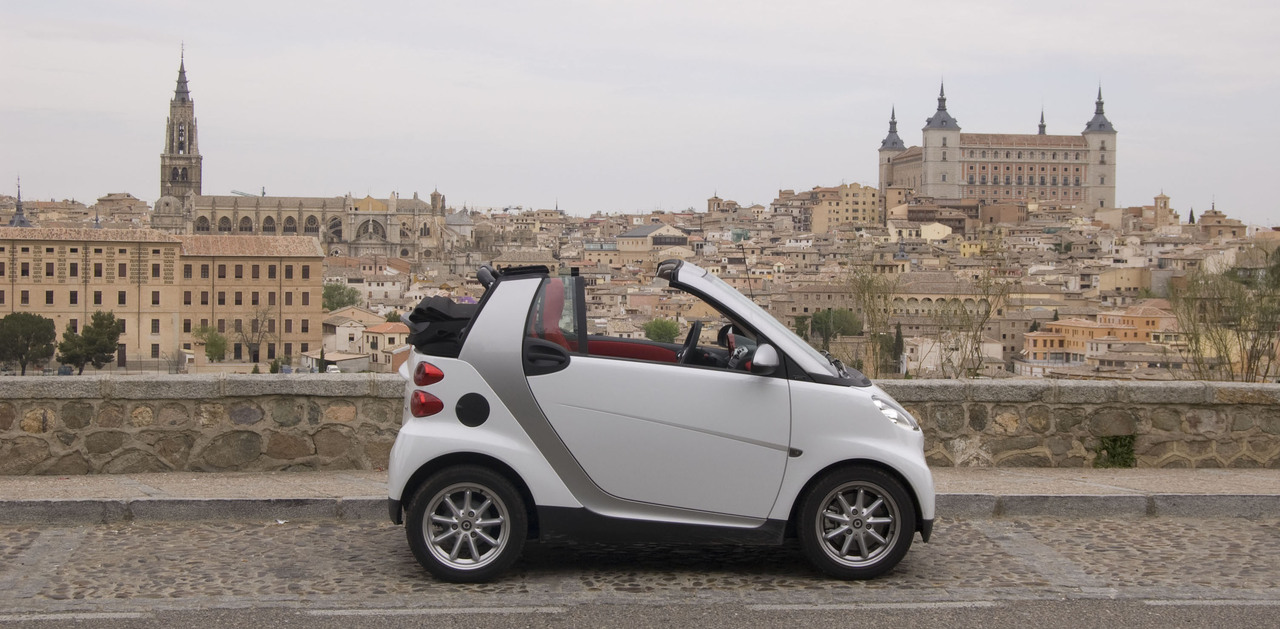
Smart Fortwo kabrió
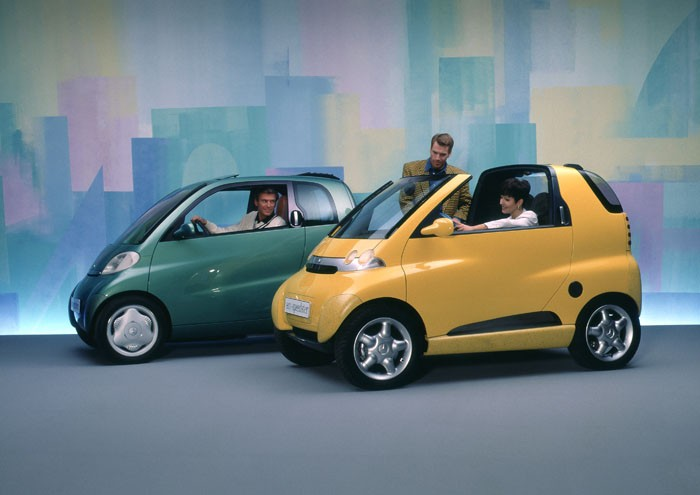
1993-as évjáratű két Smart Crossblade egymás mellett
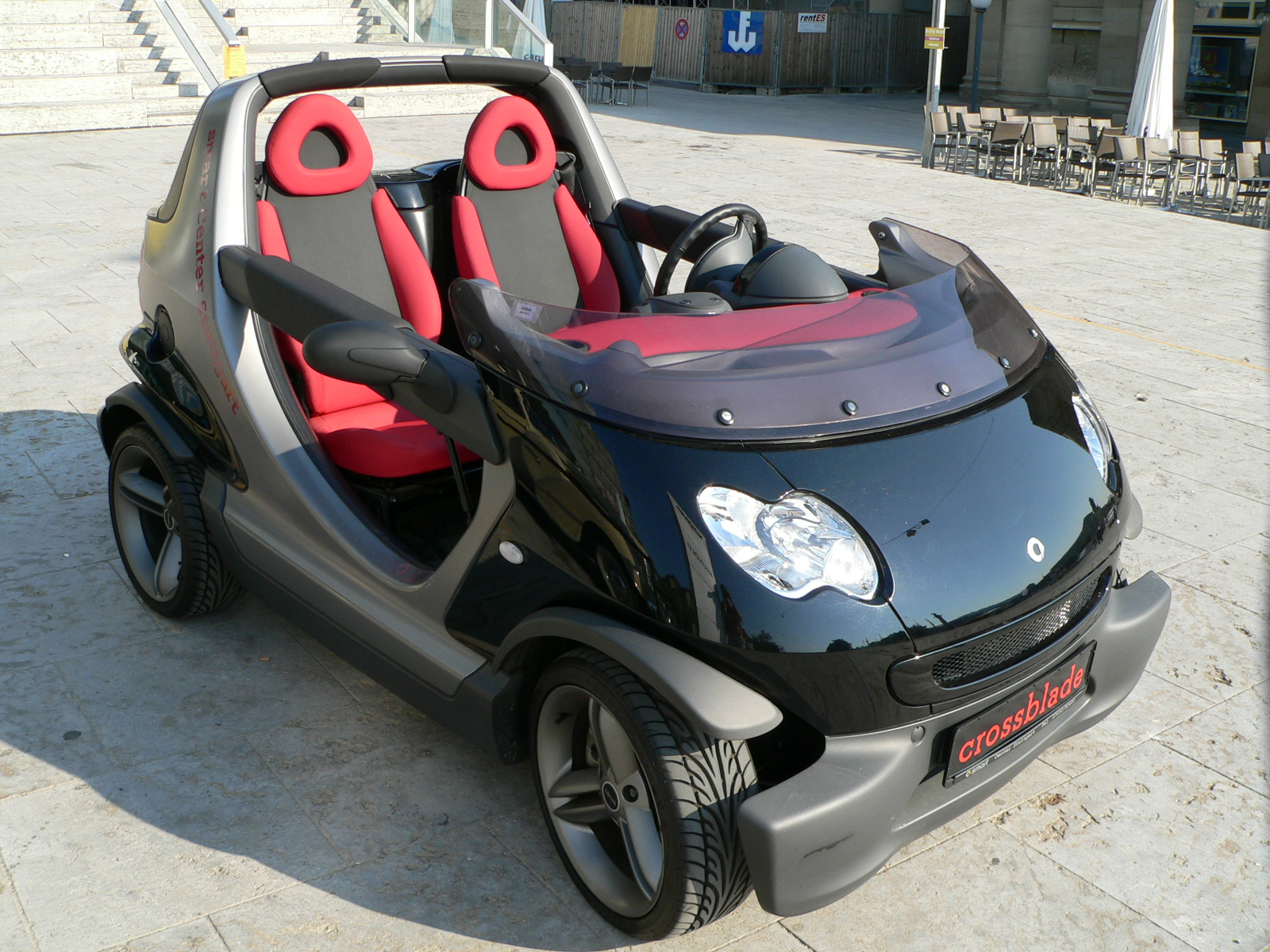
Smart Crossblade
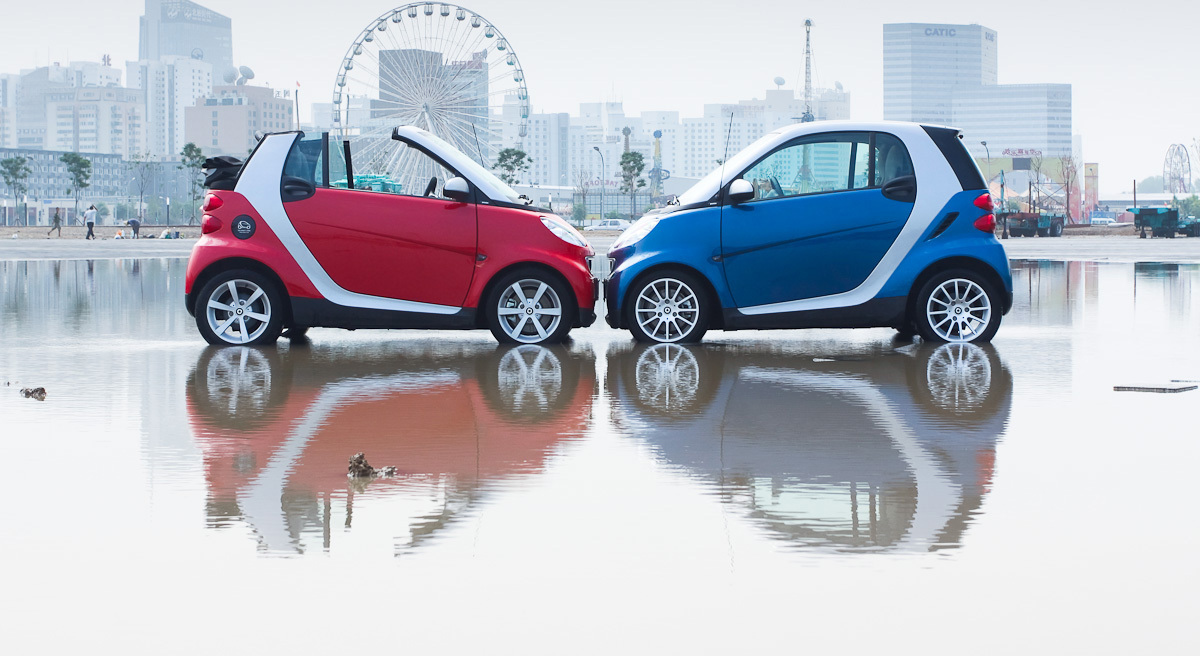
Egy Smart Fortwo típusú kabrió (balra) és egy Smart Fortwo típusú kupé (jobbra)
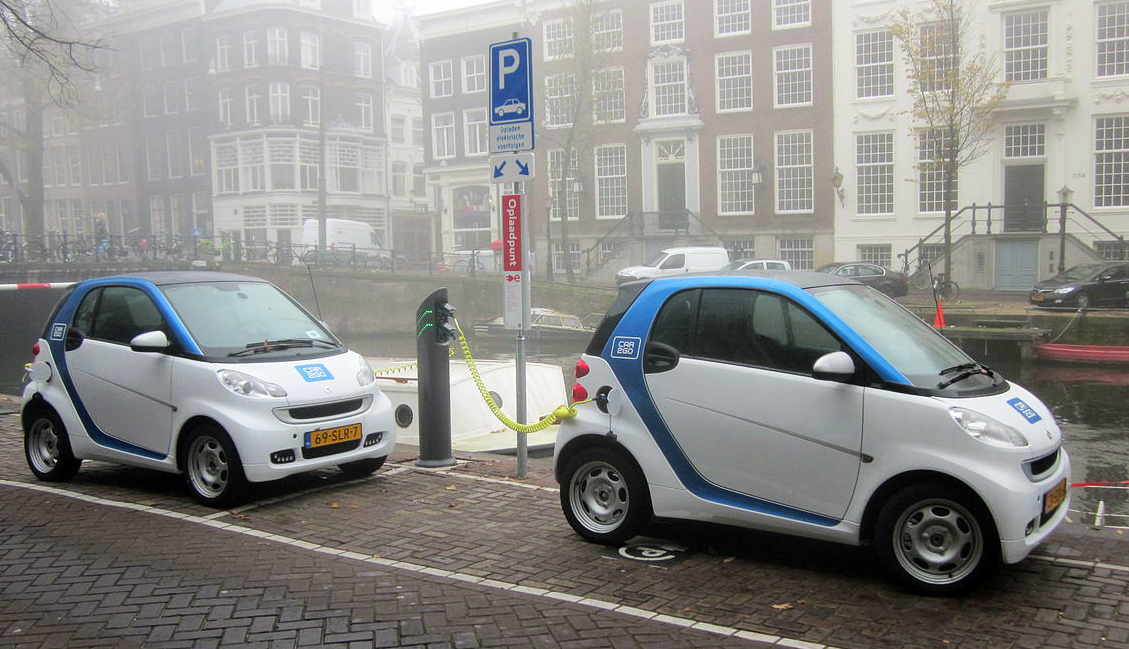
Két elektromos Smart Electric Drive típusú mikroautó töltése egy Amsterdami töltőállomáson

## Fordítás
Ez a szócikk részben vagy egészben  a   Smart (marque) című angol Wikipédia-szócikk fordításán alapul.  Az eredeti cikk szerkesztőit annak laptörténete sorolja fel. Ez a jelzés csupán a megfogalmazás eredetét és a szerzői jogokat jelzi, nem szolgál a cikkben szereplő információk forrásmegjelöléseként.